# DAC Dunajská Streda
Der FC DAC 1904, kurz DAC (slowakisch Dunajskostredský Atletický Club, ungarisch Dunaszerdahelyi Atlétikai Club, deutsch Sportverein Dunajská Streda) und im deutschen Sprachraum allgemein bekannt als DAC Dunajská Streda, ist ein Fußballverein aus der slowakischen Stadt Dunajská Streda (ungarisch Dunaszerdahely) nahe dem Dreiländereck mit Österreich und Ungarn. Da Dunajská Streda mehrheitlich von Ungarn bewohnt ist, gilt der DAC als Verein der ungarischen Minderheit in der Slowakei und wird von dieser unterstützt. Der DAC ist als Aktiengesellschaft organisiert, deren Anteile zu 90 Prozent von Oszkár Világi und zu 10 Prozent von der Stadt gehalten werden. Die Heimspiele der Profis finden in der MOL Aréna statt.
Erfolgreich war der Klub vor allem Ende der 1980er und Anfang der 1990er im tschechoslowakischen Fußball. Nach dem Gewinn des tschechoslowakischen und slowakischen Pokals 1987 spielte der DAC in der Saison 1987/88 im Europapokal der Pokalsieger. In den Spielzeiten 1988/89 und 1993/94 folgten zwei Teilnahmen am UEFA-Cup. Nach der Auflösung der Tschechoslowakei konnte der DAC in der 1993 gegründeten slowakischen Liga nur noch in den ersten Jahren um die oberen Plätze spielen, ehe 1998 der erste Abstieg erfolgte. Nach mehreren Auf- und Abstiegen bis in die Drittklassigkeit in den 2000er-Jahren spielt der DAC seit 2013 wieder erstklassig.

## Geschichte

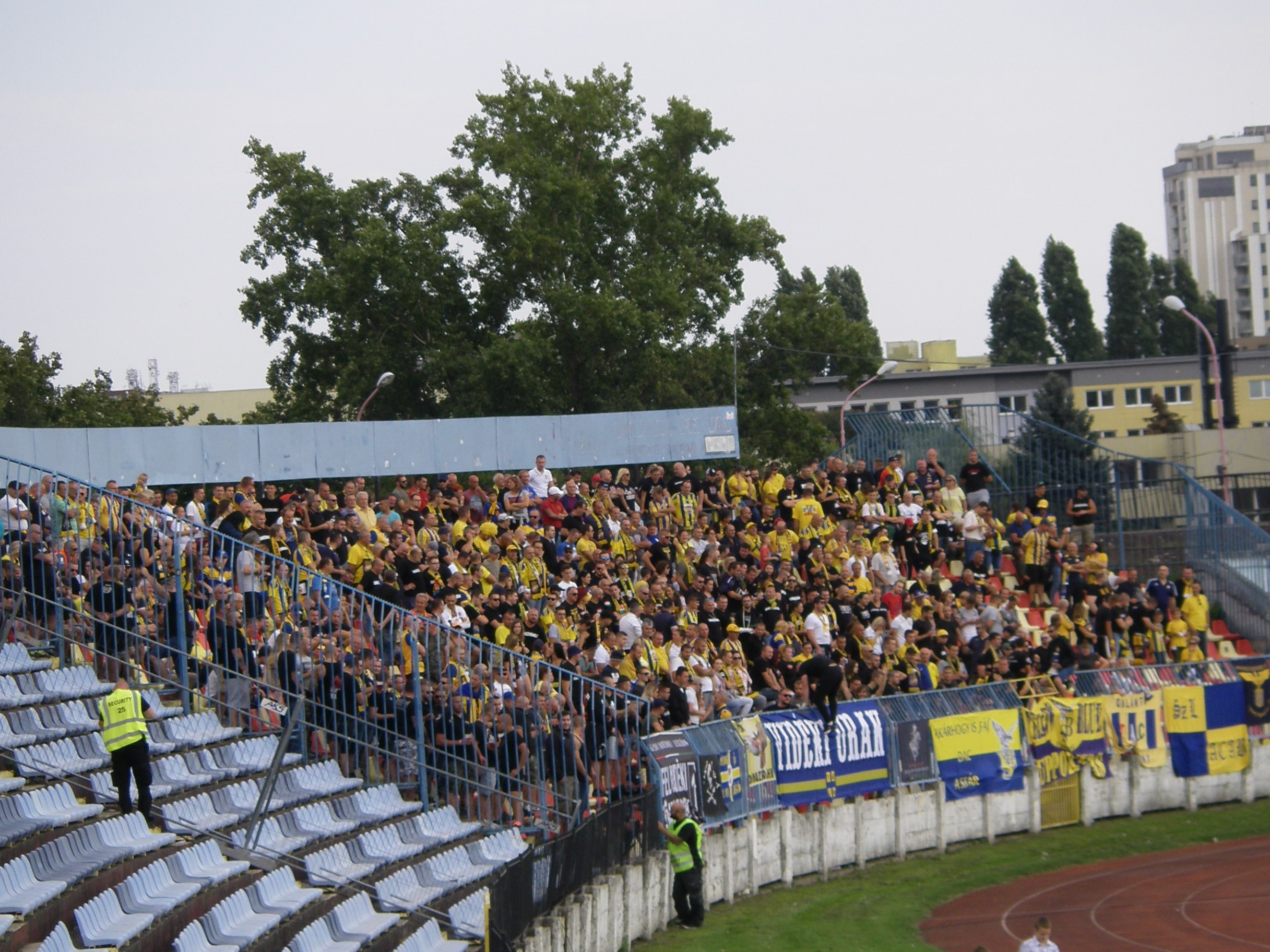
Fankurve von Dunajská Streda bei einem Auswärtsspiel beim ŠK Slovan Bratislava im September 2018.

Logo bis 2021

Als Gründungsjahr des DAC gilt 1904, da die Stadt in diesem Jahr eine Fläche für den Sport reservierte und dort Fitnessgeräte aufstellte. Der Vereine wurde schließlich 1908 unter dem Namen Dunaszerdahelyi Sport Egylet (slowakisch) bzw. Dunaszerdahelyi Sport Egyesület (ungarisch), kurz DSE, gegründet (deutsch Sportverband Dunajská Streda). 1920 erhielt der Verein seinen heutigen Namen Dunajskostredský Atletický Club (slowakisch) bzw. Dunaszerdahelyi Atlétikai Club (ungarisch; beides deutsch Sportverein Dunajská Streda).
Lange Jahre in unteren Ligen stieg der DAC 1985 in die 1. Tschechoslowakische Liga auf. 1987 gewann die Mannschaft den slowakischen und den tschechoslowakischen Pokal und nahm daher in der Saison 1987/88 am Europapokal der Pokalsieger teil. Dort schied der DAC in der ersten Runde gegen den BSC Young Boys aus. Diese Saison wurde mit dem dritten Platz in der Liga auch das beste Resultat in der Vereinsgeschichte erreicht. In der Saison 1988/89 spielte der Verein im UEFA-Cup. In der ersten Runde wurde der schwedische Vertreter Östers IF mit 0:2 und 6:0 besiegt, der Zweitrundengegner FC Bayern München erwies dann als zu stark, der DAC verlor mit 1:3 und 0:2. In der Saison 1992/93 belegte die Mannschaft den 4. Platz und qualifizierte sich damit erneut für den UEFA-Cup. Allerdings kam der DAC über die 1. Runde nicht hinaus: Sowohl zuhause als auch auswärts unterlag die Mannschaft dem SV Austria Salzburg mit 0:2. In der Ewigen Tabelle der tschechoslowakischen Liga belegt der DAC den 24. Platz (von 64).
Nach der Auflösung der Tschechoslowakei zum 1. Januar 1993 wurde zur Saison 1993/94 eine slowakische Liga gegründet. Dort spielte der DAC in den ersten Jahren vorne mit, ab Mitte der 1990er wurden die Ergebnisse immer schwächer, bis man schließlich in der Saison 1997/98 den Abstieg nicht mehr vermeiden konnte. Zwar gelang der sofortige Wiederaufstieg, doch nach der Reduzierung der Meisterschaft von 16 auf 10 Teams musste man nach der Saison 1999/2000 erneut den Gang in die Zweitklassigkeit antreten. Nach 7 Jahren stieg der Verein sogar in die 3. Liga ab. Da man 2008 mit dem FC Senec fusionierte und dessen Startplatz übernahm, spielte der DAC ab der Saison 2008/09 unter dem deutschen Cheftrainer Werner Lorant, der im April 2009 entlassen wurde, wieder erstklassig.
Nach einem weiteren Abstieg in der Saison 2011/12 und dem darauffolgenden direkten Wiederaufstieg gehört der DAC seit der Saison 2013/14 wieder der höchsten slowakischen Spielklasse an. In der Saison 2017/18 gelang mit dem 3. Platz die beste Platzierung seit 1994 und damit der Einzug in die Qualifikation zur Europa League. In dieser scheiterte der DAC allerdings in der 2. Runde an Dinamo Minsk. In der Saison 2018/19 konnte der 3. Platz aus der Vorsaison wiederholt werden. In der Europa-League-Qualifikation scheiterte man allerdings erneut in der 2. Runde an Atromitos Athen. Die Saison 2019/20 schloss der DAC erneut auf dem 3. Platz ab.
Zur Saison 2020/21 übernahm der Deutsche Bernd Storck die Mannschaft als Cheftrainer. Mit Jannik Müller (Dynamo Dresden), Sidney Friede (SV Wehen Wiesbaden) und Niklas-Wilson Sommer (SG Sonnenhof Großaspach) wurden zudem drei deutsche Spieler aus der 2. Bundesliga bzw. 3. Liga (Sommer) verpflichtet. In der Europa-League-Qualifikation schied der DAC in der 3. Runde zwar mit 0:7 gegen den LASK aus, gewann aber in der Liga die ersten 8 Spiele, womit man den bisherigen Startrekord von Inter Bratislava (1993/94) und MFK Košice (2008/09) um 2 Siege überbot. Der DAC konnte seine starke Form jedoch nicht halten und fiel in der Tabelle hinter Slovan Bratislava zurück. Im Pokal erfolgte Mitte April 2021 das Viertelfinal-Aus gegen den Zweitligisten FK Dukla Banská Bystrica, woraufhin sich der Verein eine Woche später von Storck trennte. In der Liga stand man zu diesem Zeitpunkt nach dem 27. Spieltag 10 Punkte hinter Slovan Bratislava auf dem 2. Platz. Der DAC konnte unter dem Interimstrainer Antal Németh den Rückstand noch auf 6 Punkte verkürzen und schloss die Saison als Vizemeister ab.
Zur Saison 2021/22 verließen die deutschen Spieler Jannik Müller (SV Darmstadt 98), Sidney Friede (Karriereende) und Niklas-Wilson Sommer (SV Waldhof Mannheim) den Verein wieder. Lediglich mit Brahim Moumou blieb ein Deutscher dem Kader erhalten, ebenso wie der bisherige Interimstrainer Antal Németh.

## Ungarische Identität
Da Dunajská Streda mehrheitlich von Ungarn bewohnt ist, gilt der DAC als sportliches Aushängeschild der ungarischen Minderheit in der Slowakei und wird von dieser unterstützt. Nach einem Gesetzentwurf, der 2019 von der Slowakischen Nationalpartei eingebracht wurde, sollte das Singen der ungarischen Nationalhymne verboten werden, wenn keine offizielle Delegation dieses Staates anwesend ist. Da die ungarische Nationalhymne von den DAC-Fans bei Spielen gesungen wird, wurde das geplante Gesetz auch „DAC-Gesetz“ genannt. Nach Protesten der ungarischen Minderheit legte der Staatspräsident Andrej Kiska ein Veto gegen das Gesetz ein. Laut dem DAC-Sportdirektor Jan Van Daele habe das Singen der ungarischen Nationalhymne nichts mit Separatismus oder Provokation zu tun, sondern sei Ausdruck der hiesigen Kultur.
Die ungarische Regierung um den Ministerpräsidenten Viktor Orbán von der nationalkonservativen und rechtspopulistischen Partei Fidesz – Ungarischer Bürgerbund soll das neue Stadion und die Akademie mit Steuergeldern in Höhe von 10 Millionen Euro bezuschusst haben. Kritiker werfen Orbán vor, den Fußball als Propagandainstrument zu nutzen. Jan Van Daele äußerte, dass es ohne die Unterstützung aus Ungarn nicht möglich gewesen wäre, den Verein aus der Zweitklassigkeit wieder in die Spitze des slowakischen Fußballs zu führen.

## Trainer
- Dušan Radolský (1992–1993)
- Ladislav Škorpil (1993–1994, 1997–1998)
- Jozef Adamec (1996–1997)
- Ladislav Kuna (1999–2001)
- Werner Lorant (2008–2009, 2012)
- Zlatko Kranjčar (2009)
- Marco Rossi (2017–2018)
- Peter Hyballa (2018–2019)
- Hélder Cristóvão (2020)
- Bernd Storck (2020–2021)
- Antal Németh (seit 2021)

## Titel
- Tschechoslowakischer Pokalsieger: 1987
- Slowakischer Pokalsieger: 1987

## Vereinsnamen
- 1904: Dunaszerdahelyi Sport Egyesület (ungarisch), Dunaszerdahelyi Sport Egylet (slowakisch); kurz DSE
- 1908: Dunaszerdahelyi Atlétikai Club (ungarisch), Dunajskostredský Atletický Club (slowakisch); kurz DAC
- 1933: Dunaszerdahelyi Torna Club (DTC; ungarisch), Dunajskostredský telovýchovný klub (DTK; slowakisch)
- 1942: Dunaszerdahelyi Labdarúgó Egyesület; kurz DLE
- 1948: Sokol
- 1953: Slavoj
- 1965: Jednota Dunaszerdahely (ungarisch), Jednota Dunajská Streda (slowakisch)
- 1974: DAC
- 1993: FC DAC
- 1994: Marat - DAC
- 1994: 1.FC DAC - Gemer
- 1996: 1.FC DAC
- 2000: FK DAC 1904
- 2004: FC DAC 1904